# Marcos Fernández

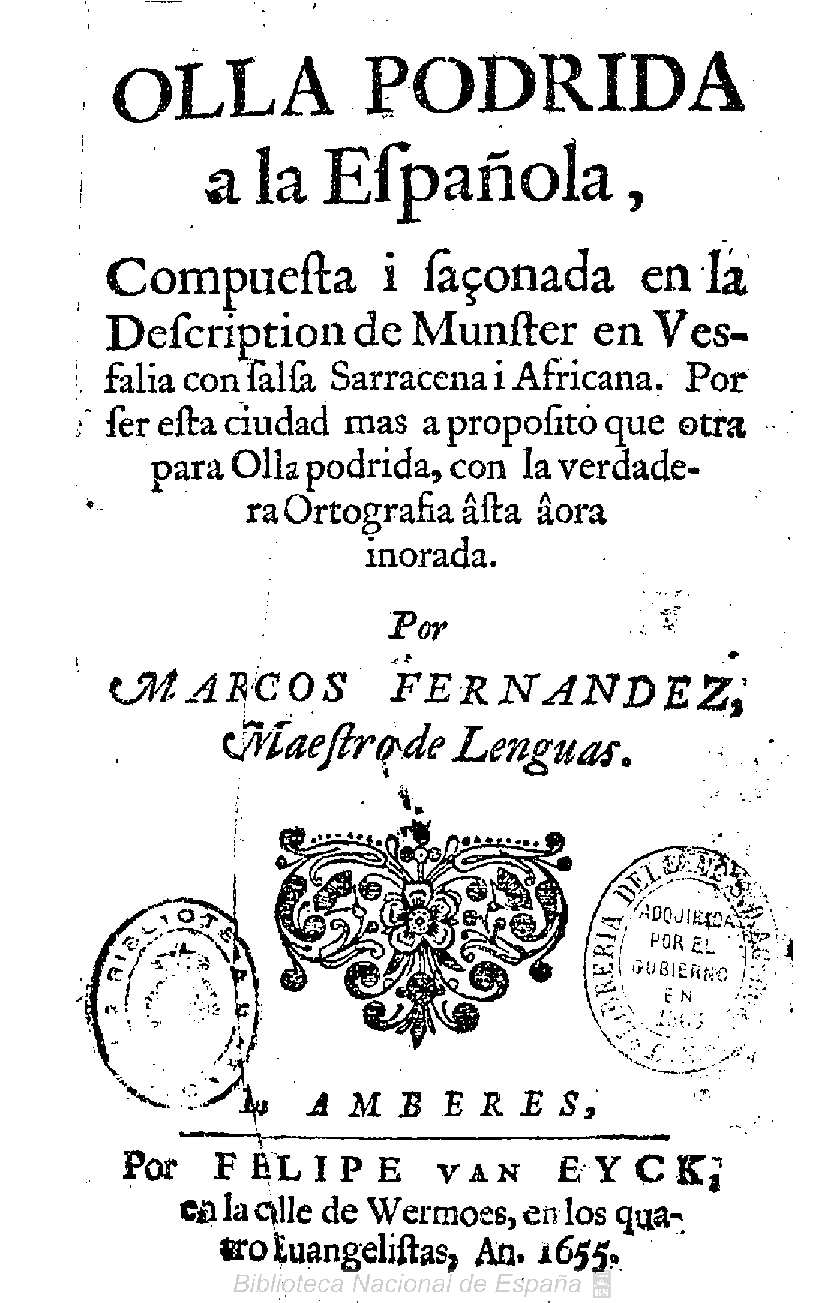
Portada de Marcos Fernández, Olla Podrida a la Española, Compuesta i saçonada en la Description de Munster en Vestfalia..., Amberes [Ámsterdam], por Felipe van Eyck..., 1655. Biblioteca Nacional de España.

Marcos Fernández fue un "maestro de lenguas" (intérprete y profesor de español) que vivió en el siglo XVII y residió, según los escasos datos disponibles, en París y en los Países Bajos, habiendo servido de intérprete durante las negociaciones para la Paz de Westfalia. 
Como otros españoles residentes en el exterior, se ganó la vida enseñando su lengua materna (al igual, que, por ejemplo, Ambrosio de Salazar, en la Corte de Luis XIII) y también cultivó las letras, con una obra de curioso nombre y contenido: Olla podrida a la Española, compuesta i saçonada en la Descriptión de Munster en Vesfalia con salsa sarracena i africana con la verdadera ortografía âsta âora inorada, (Amberes, por Felipe Van Eyck, 1655), que es una obra miscelánea, que incluye descripciones de ciudades, de atuendos y trajes, de hombres y mujeres, de algunos oficios, costumbres, explicaciones de etimologías, concluyendo cada capítulo con un relato (que el autor llama droga), y algunas poesías, como sonetos, etcétera. Propone una nueva norma ortográfica, tal y como se indica en el título.
Tiene interés porque asimismo incluye información sobre algunos otros escritores españoles del Barroco, como, fundamentalmente,  Carlos García, a quien se describe en injuriosos términos, proporcionando la más acabada caracterización del casi desconocido escritor aragonés, también expatriado a Francia, con un tono desenvuelto, barroco y muy vivo.
Es la Olla podrida una obra de estilo burlesco y satírico, fundamentalmente. Se conservan tres ejemplares en la Biblioteca Nacional de España, en Madrid (signaturas R/7548, R/7937, R/13427).